# Cratere Sanija
Sanija  è un cratere sulla superficie di Venere.